# 特性輻射

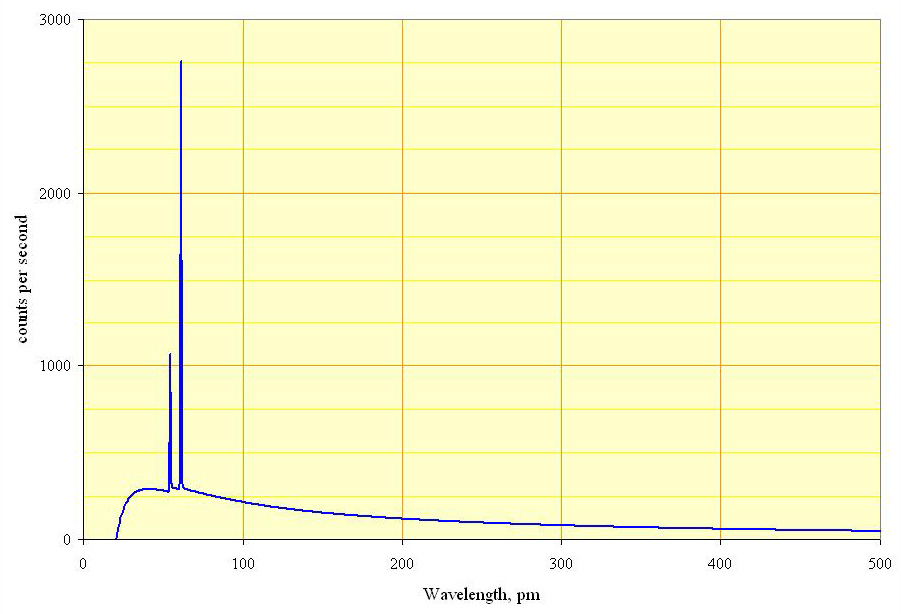
电子加速电压为60KeV下Rh靶的X射线发射谱，突起的峰即为特征X射线所对应的波段

特性輻射（英語：Characteristic X-ray），也稱為特性X射線。

## 產生
當高速高能電子撞擊原子中的電子，使被撞擊電子脫離原本的原子能階，而該層出現空位時會造成高能階電子往下遞補，此時損失的能量將轉換成特性輻射。
像是電子捕獲在內層電子被捕獲之後，外層電子填補內層時也會發生。

### 醫療用途
以乳房攝影為主。
因此攝影使用底片和螢幕組合，為了提高乳房攝影的對比，故使用鉬製的撞擊靶以產生17至19keV的K輻射，同時加上鉬濾片以減少制動輻射的能譜。